# ГЕС Порто-Примавера (Sérgio Motta)
ГЕС Порто-Примавера (Sérgio Motta) (порт. Usina Hidrelétrica Engenheiro Sérgio Motta) — гідроелектростанція на сході Бразилії на межі штатів Сан-Паулу і Мату-Гросу-ду-Сул. Розташована між ГЕС Соуза Діаса (вище за течією) та ГЕС Ітайпу, входить до складу каскаду на другій за довжиною річці Південної Америки Парані.
У межах проекту Парану перекрили комбінованою греблею, що складається з двох ділянок: лівобережної гравітаційної бетонної висотою 56,5 метра та довжиною 888 метрів і правобережної земляної висотою 38 метрів та довжиною 10 400 метрів. Ця споруда, яка потребувала 2,1 млн м3 бетону та 33,4 млн м3 ґрунту, утримує велике водосховище з площею поверхні 2250 км2 та об'ємом 20 млрд м3 (незнижуваний об'єм 15,7 млрд м3). У ньому можливе операційне коливання рівня поверхні між позначками 257 та 259 метрів НРМ, а під час повені припускається підняття до 259,7 метра НРМ.
У лівобережній частині греблі обладнали судноплавний шлюз розмірами 210х17 метрів та висотою підйому 23 метри.
Інтегрований у греблю машинний зал вміщує чотирнадцять турбін типу Каплан потужністю по 111,8 МВт, при цьому загальна потужність генераторів становить 1540 МВт. Гідроагрегати станції працюють при напорі у 18,95 метра.
Видача продукції відбувається по ЛЕП, що працює під напругою 525 кВ.